# Seznam belgijskih biologov
Seznam belgijskih biologov.

## B
- Jules Bordet

## C
- Reinhart Ceulemans (ekolog)
- Albert Claude

## D
- Christian de Duve

## P
- Alexandre Prigogine (1913 - 1991) (ornitolog)

## V
- Pierre Léonard Vander Linden